# Ian Brossat
Ian Brossat (sinh ngày 23 tháng 4 năm 1980) là một chính khách người Pháp. Từ năm 2008, ông là thành viên của Hội đồng Paris đại diện cho quận 18, được bầu làm đảng viên Cộng sản.  Ông không thành công trong cuộc bầu cử Quốc hội năm 2012, thua Daniel Vaillant.
Brossat là con trai của Alain Brossat, nhà triết học và giáo sư tại Đại học Paris VIII, và Sylvia Klingberg, người gốc Thụy Điển. Ông nội của Brossat, Marcus Klingberg là một nhà dịch tễ học người Israel gốc Ba Lan, người bị kết án làm gián điệp cho Liên Xô.
Brossat tốt nghiệp trường École normale supérieure de Lyon.